# Macrocera unidens
Macrocera unidens är en tvåvingeart som beskrevs av Edwards 1931. Macrocera unidens ingår i släktet Macrocera och familjen platthornsmyggor.
Artens utbredningsområde är Peru. Inga underarter finns listade i Catalogue of Life.